# Cezary Karpiński
Cezary Karpiński – polski aktor, reżyser, dyplomata i menedżer kultury. 

## Życiorys
Cezary Karpiński w 1982 ukończył studia na Wydziale Aktorskim Państwowej Wyższej Szkoły Teatralnej w Krakowie.
Bezpośrednio po ukończeniu studiów przeprowadził się do Wrocławia, gdzie pracował jako aktor teatralny okazjonalnie także filmowy. Początkowo grał w Teatrze Polskim (1982–1984), a później w tamtejszym Teatrze Współczesnym (1985–1987). Następnie przeniósł się do Lublina, wpierw występując jako aktor w Teatrze im. Juliusza Osterwy (1987–1990), a później kierując nim jako dyrektor naczelny i artystyczny (1993–2000). W międzyczasie, od 1990 do 1993, był zastępcą dyrektora w lubelskim Teatrze Muzycznym. W 2000 związał się polską służbą dyplomatyczną. Kierował kolejno: Instytutem Polskim w Mińsku (2000–2006) i w Sankt Petersburgu (2006–2013). Od 2014 do 2016 był p.o. dyrektora Muzeum Kolejnictwa w Warszawie. W 2018 powrócił na stanowisko dyrektora Instytutu Polskiego w Mińsku.